# Calle amores
Calle amores es una telenovela ecuatoriana producida por TC Televisión, basada en una historia escrita por Fabrizio "El Churo" Aveiga, dirigida por Andrés Garzón y Juan Salazar, y estrenada el 5 de febrero de 2019, en sustitución de la segunda temporada de Cuatro Cuartos y finalizada el 18 de noviembre del mismo año, siendo reemplazada por la telenovela filipina El amor más grande.
Protagonizada por Dora West, Christian Maquilón y Carolina Jaume, junto con Francisco Pinoargotti y Sofía Caiche en los roles antagónicos. Cuenta además con las actuaciones estelares de Yilda Banchón, Michela Pincay, Claudia Camposano, Ney Calderón, Katty García, José Urrutia, Carmen Angulo y los primeros actores Mélida Villavicencio y Mosquito Mosquera.

## Argumento
Historias de amor, traición, sueños por cumplir, miedos, deseos y venganzas se viven en un solo lugar, la Calle Amores. Aunque a veces todo aparente ser paz y felicidad, puertas adentro cada vecino vive su propio conflicto familiar y, puesto que "nadie sabe el mal de la olla, solo la cuchara", serán ellos mismos quienes tratarán de resolverlos. Los Solano, Los Calle, Los Malo, Los Paz y todos en el callejón mostrarán a través de sus historias,  que las cosas buenas o malas que ocurren en casa, pasan hasta en las mejores familias.

## Elenco

### Reparto principal
- Dora West como Macarena Calle de Solano
- Christian Maquilón como José Francisco "Pepe" Solano Perales
- Carolina Jaume como Ángela Fernández "Angelita"
- Francisco Pinoargotti como Franco Emiliano Malo Quiroga
- Yilda Banchón como Cindy Solano Calle
- Mélida Villavicencio como Piedad Perales de Solano "Mami Pilu"
- Michela Pincay como Pierina Malo[4]
- Sofía Caiche como Priscila Buenaño[5]
- Andrés Alvarado como Galo Emilio Calle Tapia "GaloTuber"
- Axel Zöller como Nicolás "Nico" Paz
- Eduardo "Mosquito" Mosquera como Jorge Elías “Yayo” Paz
- Claudia Camposano como Graciela "Chelito" Tapia de Calle
- Ney Calderón como Alfonso "Pocho" Calle
- Katty García como Verónica "Verito" Sánchez
- José Urrutia como Marlon "Chito" Pinto
- Carmen Angulo como Melina Molina

### Reparto recurrente
- Mercedes Payne como Gladys Salazar "La bruja"
- Álex Plúas como Yerito Pillajo / Yerito Malo
- Fernando Villao como Piyuyo Pillajo / Piyuyo Malo
- Mayra Jaime como Chori Robalino "La Chori"
- Andrés Gómez como Julián
- Alain Chaviano como Dario González
- Raúl Sánchez como Andrés Lewis
- Tania Salas como Alfarina
- Ana Paula Pérez como Geovana "Geovi"
- Santiago Naranjo como José José Solano
- Arturo Zöller como John Cooper
- David Castro como Juan Martín Andrade
- Diego Chiang como Chombi
- Aurelio Heredia como Medardo
- Lila Flores como Pilar
- José Northia como Galo Fernando
- José Luis Resabala “Uber Tuiter” como Toto
- Tábata Gálvez como Pochita
- Julio Larrea como Julio
- Eduardo Hurtado como Almeida
- Evelyn Naula como Trocito
- Tite Macías como Génesis
- Christian Vega como Moncayo
- Aarón Navia como Sáenz
- Emerson Morocho como "Señorita Laura"/ Señora Lucha

### Invitados especiales
- Ana Buljubasich como ella misma
- Mariaca Valdés como ella misma
- Jaime Enrique Aymara como él mismo
- Nikki Mackliff como ella misma
- Carla Sala como ella misma
- Mauricio Ayora como él misma
- La Kuarta como él misma
- Karin Barreiro como ella misma

## Premios y nominaciones

### Premios ITV 2019
| Categoría                              | Nominado           | Resultado |
| -------------------------------------- | ------------------ | --------- |
| Mejor programa dramático               | Calle amores       | Nominado  |
| Mejor guion para seriado de televisión | Calle amores       | Nominado  |
| Mejor actriz dramática                 | Carolina Jaume     | Nominada  |
| Mejor actriz dramática                 | Yilda Banchón      | Nominada  |
| Mejor actor dramático                  | Christian Maquilón | Nominado  |